# Xia’ertai (sockenhuvudort i Kina, Liaoning Sheng, lat 42,95, long 124,29)
Xia'ertai (kinesiska: 下二台, Xia’ertai Xiang, 下二台乡, Xia’ertai) är en sockenhuvudort i Kina. Den ligger i provinsen Liaoning, i den nordöstra delen av landet, omkring 150 kilometer nordost om provinshuvudstaden Shenyang. Antalet invånare är 13 523. Befolkningen består av 6 620 kvinnor och 6 903 män. Barn under 15 år utgör 15,0 %, vuxna 15-64 år 74 %, och äldre över 65 år 9,0 %.
Runt Xia'ertai är det ganska tätbefolkat, med 149 invånare per kvadratkilometer. Närmaste större samhälle är Maojiadian, 10,3 km norr om Xia'ertai. Omgivningarna runt Xia'ertai är en mosaik av jordbruksmark och naturlig växtlighet.
Genomsnittlig årsnederbörd är 1 061 millimeter. Den regnigaste månaden är augusti, med i genomsnitt 233 mm nederbörd, och den torraste är januari, med 10 mm nederbörd.